# Kuprešani
Kuprešani är en ort i Bosnien och Hercegovina.   Den ligger i entiteten Federationen Bosnien och Hercegovina, i den centrala delen av landet, 100 km nordväst om huvudstaden Sarajevo. Kuprešani ligger 729 meter över havet och antalet invånare är 948.
Terrängen runt Kuprešani är huvudsakligen kuperad, men söderut är den bergig. Terrängen runt Kuprešani sluttar västerut. Närmaste större samhälle är Divičani, 2,6 km sydväst om Kuprešani. 
Omgivningarna runt Kuprešani är en mosaik av jordbruksmark och naturlig växtlighet. Runt Kuprešani är det ganska tätbefolkat, med 93 invånare per kvadratkilometer.